# Academia Húngara de Ciencias
La Academia Húngara de Ciencias (en húngaro: Magyar Tudományos Akadémia MTA) fue fundada en 1825, cuando el Conde István Széchenyi ofreció los ingresos de un año de su patrimonio con el propósito de una Sociedad Culta en una sesión de la Dieta en Pozsony (nombre antiguo de la actual Bratislava, que era sede del Parlamento de Hungría en ese entonces) y su ejemplo fue seguido por otros delegados. Su tarea fue especificada como el desarrollo del idioma húngaro y el estudio y propagación de las ciencias y las artes en húngaro. Recibió su nombre actual en 1845. El edificio central de estilo neorrenacentista fue inaugurado en 1865.

## Estructura
Actualmente tiene once secciones principales:
- I. Sección sobre estudios de Lingüística y Literatura.
- II. Sección sobre estudios de Filosofía e Historia.
- III. Sección de Ciencias Matemáticas.
- IV. Sección de Ciencias Agrícolas.
- V. Sección de Ciencias Médicas.
- VI. Sección de Ciencias Técnicas.
- VII. Sección de Ciencias Químicas.
- VIII. Sección de Ciencias Biológicas.
- IX. Sección de Económicas y Leyes.
- X. Sección de Ciencias de la Tierra.
- XI. Sección de Ciencias Físicas.

Algunos científicos húngaros, del último siglo, con renombre internacional: Loránd Eötvös, Mihály Polányi, Leó Szilárd, Tódor Kármán y Edward Teller.

## Galardonados con el Premio Nobel
| Philipp E. A. von Lenard | (1862-1947) | 1905 | Física     |
| Robert Bárány            | (1876-1936) | 1914 | Medicina   |
| Richard A. Zsigmondy     | (1865-1929) | 1925 | Química    |
| Albert von Szent-Györgyi | (1893-1986) | 1937 | Medicina   |
| George de Hevesy         | (1885-1966) | 1943 | Química    |
| Georg von Békésy         | (1899-1972) | 1961 | Medicina   |
| Eugene P. Wigner         | (1902-1995) | 1963 | Física     |
| Dennis Gabor             | (1900-1979) | 1971 | Física     |
| John C. Polanyi          | (1929-)     | 1986 | Química    |
| George A. Olah           | (1927-2017) | 1994 | Química    |
| John C. Harsanyi         | (1920-2000) | 1994 | Económicas |
| Imre Kertész             | (1929-2016) | 2002 | Literatura |
| Avram Hershko            | (1937-)     | 2004 | Química    |